# Cosimo Corsi
Cosimo Corsi (ur. 10 czerwca 1798 we Florencji, zm. 7 października 1870 w Villa di Agnano) – włoski arcybiskup i kardynał, dziekan Roty Rzymskiej.

## Życiorys
W 1821 przyjął święcenia kapłańskie. W okresie od 6 kwietnia 1835 do 24 stycznia 1842 sprawował urząd dziekana Roty Rzymskiej. 24 stycznia 1842 został podniesiony do godności kardynała i mianowany kardynałem-prezbiterem kościoła Ss. Ioannis et Pauli. Jako kardynał wziął udział w konklawe, które wybrało Piusa IX. 20 stycznia 1845 został mianowany biskupem Jesi, zaś sześć dni później przyjął sakrę biskupią. 19 grudnia 1853 został mianowany arcybiskupem Pizy.
Był czynnym uczestnikiem Soboru Watykańskiego I. Zmarł w wieku 72 lat, 7 października 1870 w Villa di Agnano.